# Запис крушка код школе (Атеница)
Запис крушка код школе (Атеница) се налази на парцели чији је власник Град Чачак.

## Локација
| Општина             | Чачак                                                            |
| Катастарска општина | Атеница                                                          |
| Потес               | Клеке                                                            |
| Координате          | 43° 51′ 11″ С; 20° 20′ 35″ И / 43.853099999999998° С; 20.3431° И |
| Надморска висина    | 327m                                                             |

## Карактеристике
Дендрометријске вредности утврђене на терену и сателитским снимцима:
| Стабло                     | Крушка |
| Висина стабла              | m      |
| Обим дебла                 | m      |
| Пречник крошње             | 10m    |
| Пречник дебла              | m      |
| Висина дебла до прве гране | m      |

## База записа
Запис је у оквиру Викимедија пројекта "Запис - Свето дрво" заведен под редним бројем 0612.